# Батальонная разведка (песня)

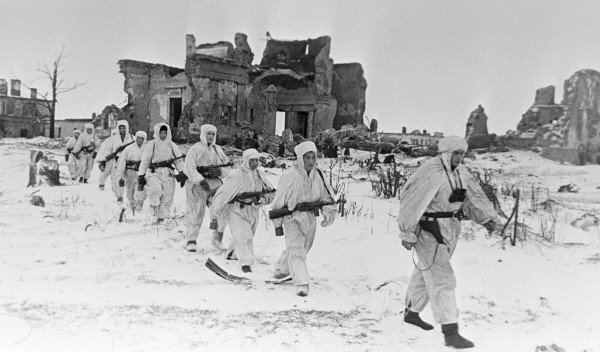
Советские пешие разведчики на Пулковских высотах, 1 марта 1942 года.

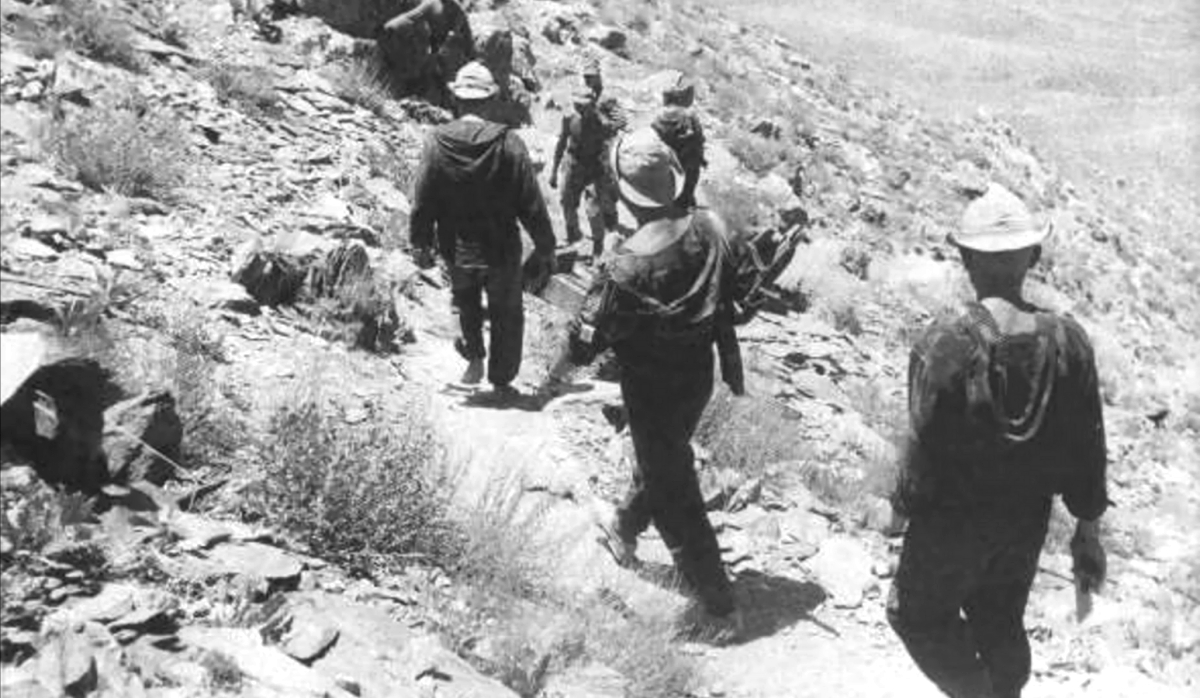
Группа «Бадахшан» отряда «Каскад» КГБ СССР под руководством автора песни на разведывательном выходе, Демократическая Республика Афганистан, около 1982 — 1983 годов, фото из архива друзей И. Н. Морозова.

«Батальонная разведка» — культовая песня Афганской войны, написанная Игорем Морозовым в 1975 году, и ставшая впоследствии популярной среди тысяч советских военнослужащих. Песню эту пели и продолжают петь, как сольные исполнители, так и дуэты и многие вокально-инструментальные ансамбли. В настоящее время является гимном в разведывательных подразделениях ВВ МВД РФ  .

## История песни
Николай Петрович Морозов — отец Игоря Морозова, командир-разведчик 172-й стрелковой дивизии, кавалер 48 орденов и медалей, в том числе ордена Богдана Хмельницкого за номером 14. Во время войны принимал участие в десантировании на партизанскую базу Дмитрия Медведева и обеспечении выхода в город легендарного разведчика Николая Кузнецова. Почётный гражданин двух городов на Западе Украины, которые освобождал. После войны служил во внешней разведке, был полковником Главного разведывательного управления.
Песня «Батальонная разведка» написана в марте 1975 года и посвящена отцу автора, командиру-разведчику 172-й стрелковой дивизии Николаю Петровичу Морозову. Впервые была исполнена на День Победы 1975 года, на празднике ветеранов 172-й стрелковой дивизии, за что получил «Спасибо!» от ветеранов и бутылку коньяка от председателя комитета ветеранов Великой Отечественной войны генерала Павла Батова.
В июне 1982 года, будучи уже в Афганистане, записал песню на магнитофонную кассету и песня «пошла в народ». Памятуя судьбу Юрия Кирсанова, автора «Кукушки», который чуть не лишился погон за свои слишком «откровенные» песни 1979 — 1980 годов, кассеты не подписывали. Максимум, что могло появиться на кассете, — это надпись «Песни Саши из Файзабада». Копия одной такой кассеты «вернулась» к автору в 1987 году из Магдебурга (группа советских войск в Германии), вся затёртая, а больше всего — песня «Батальонная разведка».
Батальонная разведка

Мы без дел скучаем редко

Что ни день — то снова поиск, снова бой.
Песня стала чуть ли не культовой и горячо любимой в Афганистане. Лишь четвёртый куплет «Рвали проволоку, брали языка» выдавал в ней песню о Великой Отечественной. Сам автор признается, что давно уже «перепосвятил» песню всем советским и российским военнослужащим.

## Повествование
В песне повествуется о буднях разведчиков безымянного батальона, — буднях, полных опасностей, которые не дают лихим разведчикам заскучать без дела. Каждый день наполнен событиями и приносит что-то новое («Что ни день — то снова поиск, снова бой»). На войне, как на войне — разведке достаётся больше всех. Солдаты в ротах и батареях могут и отдохнуть день-другой, разведке же отдыхать некогда — бойцы регулярно «на ногах», независимо от времени суток и метеоусловий («Уходим в ночь, уходим в дождь, уходим в снег»). И разведка день за днём делает своё дело. Сдав, перед уходом в поиск, награды на хранение ротным старшинам и, по старой боевой традиции, ни с кем не попрощавшись, бойцы снова идут на очередное задание. Рассказчик, от имени которого и ведётся повествование, будучи сам одним из этих разведчиков, питает нежные чувства к медсестре из медико-санитарного батальона, с которой по окончании войны планирует справить свадьбу, но при этом, допускает возможность того, что следующий поиск может стать для него последним («А если так случится вдруг…»). Сам же конец войны, видится разведчику в недалёком будущем, и он уже видит своих сослуживцев за дружеским столом, вспоминающих свои былые подвиги и павших товарищей, боевую дружбу и беззаветную храбрость.

## Аккорды
```
 
Am
 А на войне как на войне
       Dm
 А нам труднее там вдвойне
      G                  C
 Едва взойдёт над сопками рассвет
 A7       Dm
 Мы не прощаемся ни с кем
       Ам
 Чужие слёзы нам зачем
         E7                    Am
 Уходим в ночь, уходим в дождь, уходим в снег
         E7  Am
 Припев: Батальонная разведка
         Dm
         Мы без дел скучаем редко
                G                            C
         Что ни день - то снова поиск, снова бой
         A7     Dm                        _
         Ты сестричка в медсанбате         |
            Dm                             |   2
         Не тревожься бога ради             > раза
               Е7                    Am    |
         Мы до свадьбы доживём ещё с тобой_|
```

## Исторические детали
Несмотря на то, что песня была написана о разведчиках Великой Отечественной войны, следует отметить, что в Красной армии во время Великой Отечественной войны отдельного разведывательного подразделения в штате батальона (батальонной разведки) не было. Взвод разведки был в полку (полковая разведка); на уровне дивизии, как правило, рота разведки, иногда разведывательный батальон (дивизионная разведка). Помимо того, существовала ещё армейская и фронтовая разведка, выполнявшая задачи в глубоком тылу противника. При этом, однако, не следует забывать, что каждый командир батальона имел в своём распоряжении специально отобранных им военнослужащих из числа личного состава батальона, которые будучи приписанными к стрелковым подразделениям (зачастую, к первому взводу первой роты батальона) фактически выполняли функции разведывательного взвода. Именно поэтому, в песне не конкретизируется вид разведывательного подразделения: разведвзвод ли, разведгруппа выполняет поставленную задачу, — поётся просто о военнослужащих батальона, занятых в разведке, — что полностью соответствует исторической действительности.

## Отзывы поэтов и писателей
Поэт и композитор, ветеран-афганец Александр Карпенко так охарактеризовал значение «Батальонной разведки» для всех ветеранов Вооружённых сил, не только для воинов-интернационалистов, участников Афганской войны:

«Батальонная разведка» — это не просто культовая песня афганцев. Для меня это — часть моей жизни. «Батальонка» всегда была «финальной» песней концертов московской группы «Шурави», она неизменно звучала и звучит на разного рода фестивалях военного шансона. На мой взгляд, Игорю Морозову, больше поэту, нежели исполнителю или композитору, подобно Галичу, Визбору или Окуджаве, удалось идеально в этой песне «попасть» в музыку. Песня, написанная в 1975 году к 30-летию Дня Победы и посвящённая разведчикам Великой Отечественной, получила в Афганистане «прививку духа» и стала горячо любимой. Но четвёртый куплет, «выдающий» в «Батальонной разведке» песню о Великой Отечественной, в конце концов, решено было оставить, из уважения не только к солдатам той войны, но и к автору песни, «русскому Киплингу», — кавалеру ордена Красной Звезды, боевому офицеру Игорю Морозову.— Александр Карпенко
Полковник в отставке, член Союза писателей России Борис Карпов, называет «Батальонную разведку» фирменной песней разведчиков, причём разведчиков многих поколений.

## Партитура
Батальонная разведка // Слово : Русский поэтический авангард. — М.: Изд-во «Книжная палата», 1989. — Вып. 1—4. — С. 64. — ISSN 0868-4855.

## См.также
- Афганские песни
- Кукушка (песня ветеранов-афганцев)
- Бой гремел в окрестностях Кабула (песня)
- Опять тревога (песня)